# Иноуэ, Наохиса
Наохиса Иноуэ (яп. 井上直久 Иноуэ Наохиса) (1948, Осака, Япония) — японский художник импрессионист, сценарист и режиссёр-мультипликатор.

## Биография
Наохиса Иноуэ родился в 1948 году в городе Осака.
С 1971 по 1973 год обучался в Kanazawa College of Art (яп. 金沢美術工芸大学, Kanazawa Bijutsu Kōgei Daigaku, Kanazawa Art and Industrial Design University). Затем он начал карьеру в качестве дизайнера и учителя изобразительного искусства в средней школе. В 1993 году он стал свободным художником. В настоящее время Иноуэ является профессором в Seian University of Art and Design в Оцу, префектура Сига.
Иноуэ наиболее известен своими многочисленными картинами, которые изображают фантастический утопический мир, который он называет Iblard (яп. イ バ ラ ー ド). Его первый альбом, посвящённый Iblard’у, был издан в 1981 году. В 1983 году Иноуэ был удостоен премии «Новичок года» в Division of Illustrated Books за книгу «Journey Through Iblard». С тех пор он продолжает создавать картины, гравюры, альбомы и CD-ROM на тему Iblard'а.
Многие годы художник проводил выставки своих работ в Японии. На одну из таких выставок он отправил приглашение Хаяо Миядзаки, творчеством которого восхищался. Миядзаки посетил выставку и даже купил одну из выставленных на ней картин (в настоящее время она выставлена в кафе студии «Гибли»). Картина называется «Upward Draft». Несколько картин Наохисы Иноуэ с тех пор есть дома и у самого Миядзаки. Миядзаки предложил художнику сотрудничество на своей студии.
Пейзажи фантастических миров Наохиса Иноуэ стали фоном мультфильма Ёсифуми Кондо «Шёпот сердца». Он рассказывает о школьнице, проводящей свободное время за книгой. В формуляре каждой книги, которую она берёт в библиотеке значилось одно и то же имя мальчика. Девочка влюбляется в него. Героиня мультфильма сочиняет повесть. Она создаёт в своем воображении сюжет будущего произведения и пейзажи. Сюрреалистические пейзажи (летающие острова и маленькие планеты, странные башни, возникающие в её сознании) взяты из картин художника… Эти пейзажи противопоставлены в фильме реальным фотографически точно воспроизведённым кварталам южной части «Нового города Тама», одной из самых больших жилых зон Японии, построенной в 1970 году в северной части холмистой территории на юго-западе Токио.
Фантастические пейзажи Наохисы Иноуэ использовались в короткометражке Хаяо Миядзаки «День, когда я приобрёл звезду», поставленной по сюжету Иноуэ Наохиса в 2006 году (The Day I Harvested a Star, яп. 星をかった日, Hoshi o Katta Hi). 16-минутный короткометражный фильм официально не издавался и не демонстрировался за пределами кинотеатра «Сатурн», который находится в Музее Studio Ghibli. Действие происходит в фантастическом мире Ибларда. Мальчик стал помогать женщине по хозяйству. В один из дней его тележка для доставки товара на рынок сломалась и он обменял вещи на таинственное семя, похожее на камешек. Из него выросло не растение, а целая планета. Космические миры нарисованы вручную, без применения компьютерной графики.
Художник выступил режиссёром в 30-минутном фильме Studio Ghibli «Время Ибларда» 2007 года (яп. イ バ ラ ー ド 時間, Ibaraado Jikan). Для него Иноуэ выбрал 63 созданных им к тому времени рисунка. Они были обработаны с помощью компьютерной графики. Художники студии добавили 2D персонажей, путешествующих по воображаемому миру.

## Интересные факты
- Иноуэ также озвучивал в фильме «Шёпот сердца» одного из второстепенных персонажей (Tall Friend of Mr. Nishi).
- Иноуэ включён в Единый художественный рейтинг «Величайшие художники мира XVIII-XXI веков» Профессиональным союзом художников России[6].

## Фильмография
| Год  |    | Русское название              | Оригинальное название   | Роль                        |
| ---- | -- | ----------------------------- | ----------------------- | --------------------------- |
| 1995 | мф | Шёпот сердца                  | яп. 耳をすませば        | художник, актёр озвучивания |
| 2006 | мф | День, когда я приобрёл звезду | яп. 星をかった日        | художник, сценарист         |
| 2007 | мф | Время Ибларда                 | яп. イ バ ラ ー ド 時間 | режиссёр, художник          |

## Особенности творчества
Художник никогда не делает эскизов, сначала располагает по холсту цветные пятна, а затем отыскивает и выявляет получившиеся из этого композиции и формы.